# Xavier de Chérade de Montbron
Xavier de Chérade de Montbron (Forsac, Benayes, Corrèze; 18 de agosto de 1916-Mont-de-Marsan; 21 de abril de 1955), generalmente llamado Xavier de Montbron, fue un piloto de combate francés. Participó en la Segunda Guerra Mundial y recibió las distinciones de Caballero de la Legión de Honor y Compañero de la Liberación.

## Biografía
En marzo de 1939 se unió a la fuerza aérea de Francia como cadete, recibiendo su licencia de piloto en noviembre de ese año. Fue asignado a la base aérea 217, ubicada en Brétigny-sur-Orge, para completar su entrenamiento poco antes del armisticio del 22 de junio de 1940. A pesar de la medida adoptada por su país, se dirigió junto a su unidad a los Pirineos y llegó a San Juan de Luz, donde se embarcó en el buque Arandora Star rumbo a Liverpool. Al llegar a Inglaterra, y respondiendo al llamado del general Charles de Gaulle, se unió a los soldados franceses de la resistencia el 29 de junio de 1940.
Fue entrenado por la Real Fuerza Aérea británica junto a otros pilotos franceses, y en septiembre de 1940 lo asignaron al escuadrón 64. Al mes siguiente se unió al escuadrón 92 y participó en la batalla de Inglaterra. Contribuyó en la destrucción de un Messerschmitt Bf 109 el 1 de noviembre y de un Junkers Ju 88 el 9 de noviembre. El 3 de julio de 1941, luego de que su avión fuera derribado por tropas alemanas mientras sobrevolaba Saint-Omer, de Montbron fue capturado y llevado a un campo de prisioneros.
El piloto fue liberado hacia el término de la guerra, en mayo de 1945. Tras esto, continuó prestando servicios para la fuerza aérea con el rango de capitán. Sirvió en la escuela de combate de Mequinez, en el Protectorado francés de Marruecos, y regresó a Francia en 1949, siendo designado a la base aérea 102 de Dijon. En 1952 recibió el rango de comandante.
Falleció el 21 de abril de 1955 en Mont-de-Marsan, mientras trabajaba para el Centro de Experimentos Aéreos Militares (Centre d'expertise aérienne militaire; CEAM), ya que su avión se estrelló durante un vuelo de entrenamiento.